# Большеизбищенский сельсовет
Большеизбищенский сельсове́т — сельское поселение в Лебедянском районе Липецкой области. 
Административный центр — село Большие Избищи.

## История
В соответствии с законами Липецкой области №114-оз от 02.07.2004 и №126-оз от 23.09.2004 Большеизбищенский сельсовет наделён статусом сельского поселения, установлены границы муниципального образования.

## Население
| 2010  | 2012  | 2013  | 2014  | 2015  | 2016  | 2017  |
| ----- | ----- | ----- | ----- | ----- | ----- | ----- |
| 1458  | ↘1434 | ↘1398 | ↘1379 | ↘1364 | ↘1306 | ↘1252 |
| 2018  | 2021  |       |       |       |       |       |
| ↘1215 | ↗1514 |       |       |       |       |       |

## Состав сельского поселения
| № | Населённый пункт | Тип населённого пункта       | Население |
| - | ---------------- | ---------------------------- | --------- |
| 1 | Большие Избищи   | село, административный центр | 495       |
| 2 | Михайловка       | село                         | 296       |
| 3 | Мокрое           | село                         | 667       |